# ديتريش تورو
ديتريش تورو (بالألمانية: Dietrich Thurau) مواليد 9 نوفمبر 1954 في فرانكفورت، ألمانيا الغربية، هو دراج ألماني سابق.

## سجل النتائج

### سباقات أو مراحل فاز بها
- طواف سويسرا

## وصلات خارجية
- الموقع الرسمي

## روابط خارجية
- ديتريش تورو على موقع أرشيف الدراجات (الإنجليزية)
- ديتريش تورو على موقع إحصائيات الدراجات الإحترافية (الإنجليزية)
- ديتريش تورو على موقع CycleBase (الإنجليزية)